# Heilig Grafkapel (Eeklo)

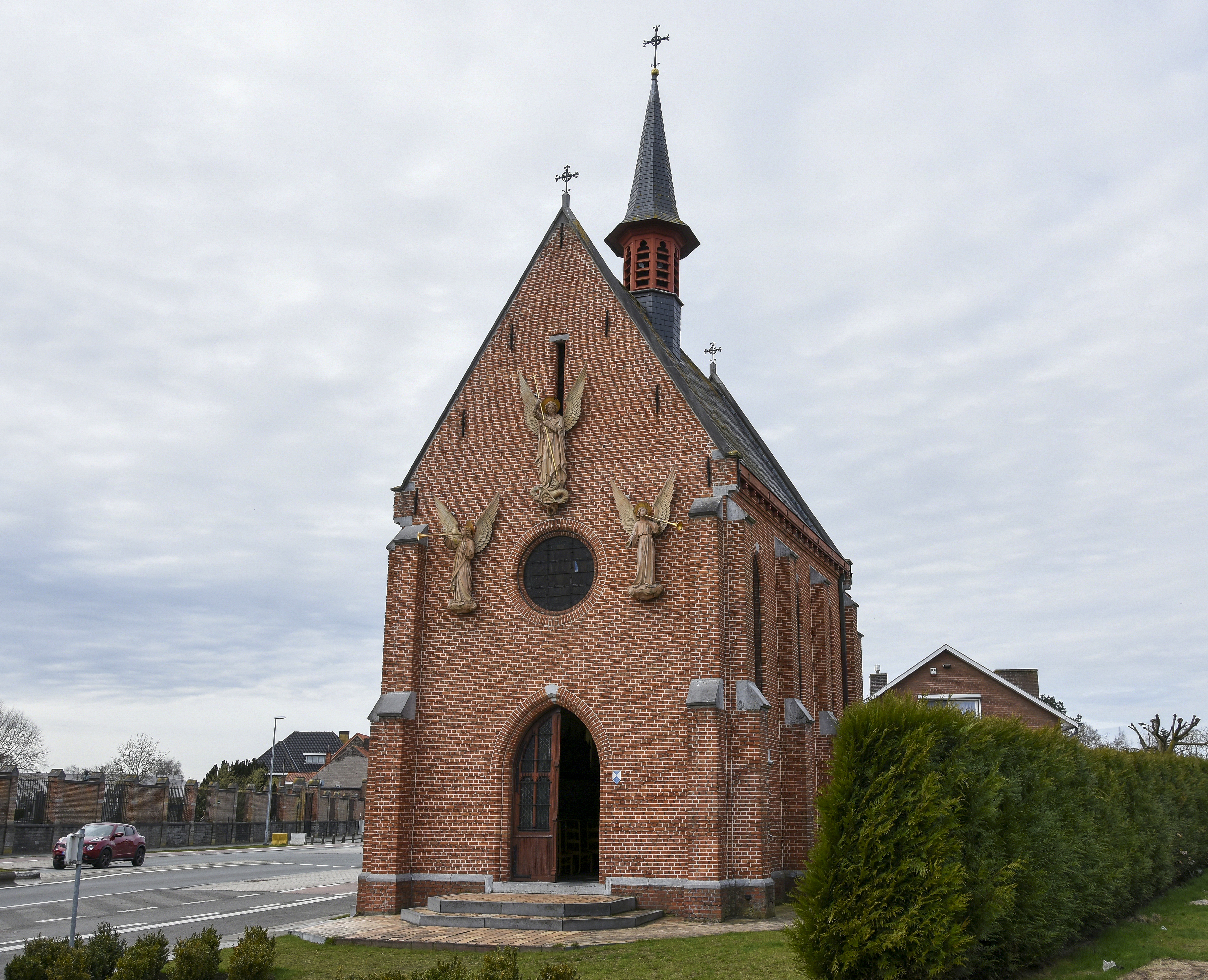
De Heilige Grafkapel

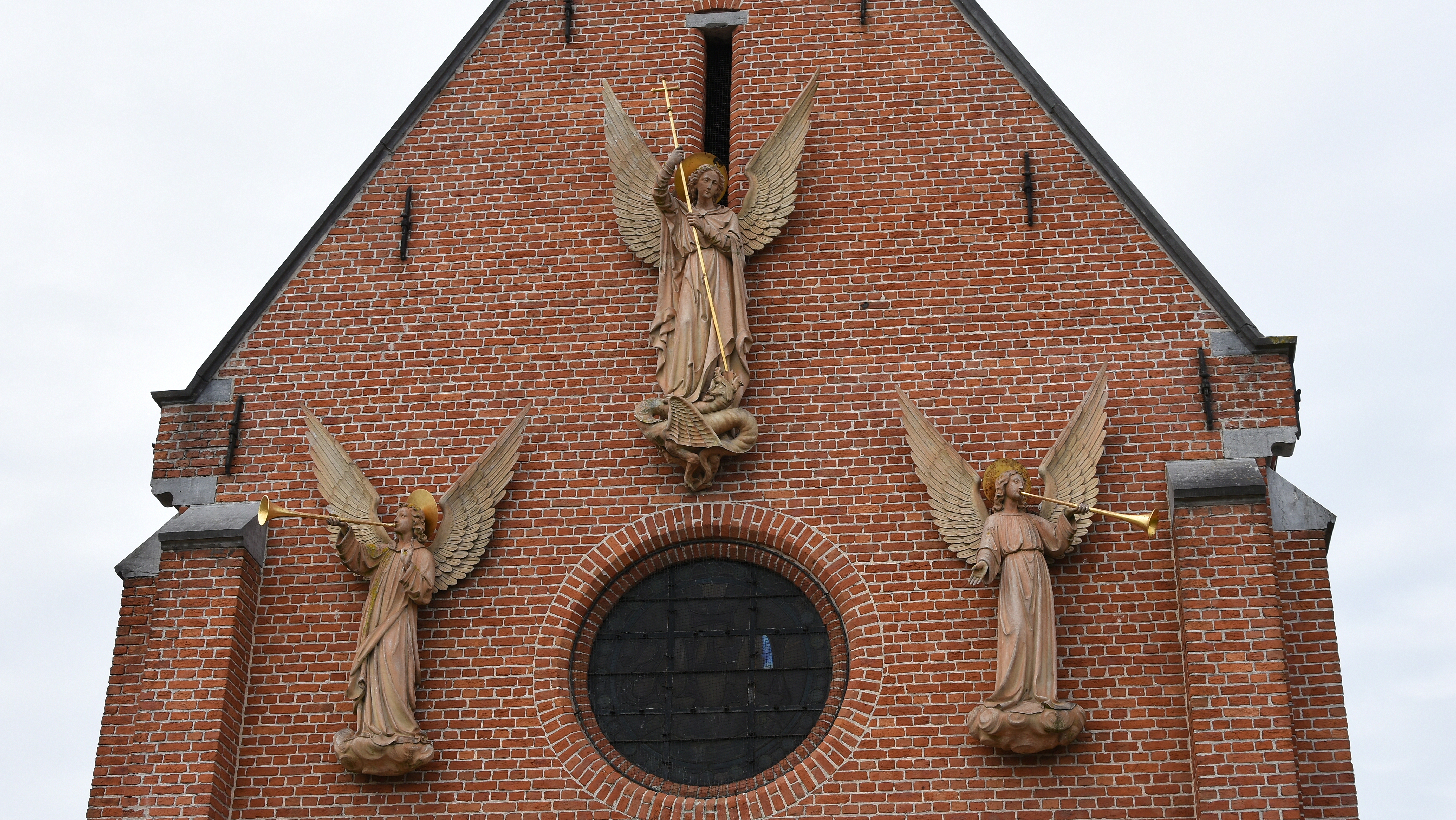
De voorgevel van de Heilige Grafkapel

De Heilige Grafkapel is een kapel in de Belgische gemeente Eeklo. De kapel ligt vlak bij de begraafplaats van Eeklo.
De kapel, eenbeukig en in baksteen en natuursteen, werd in 1898 gebouwd, onder leiding van de stadsarchitect Frans Van Wassenove. Er zijn beelden in terracotta waarvan het bovenste aartsengel Michael voorstelt. De beelden, een ontwerp van Fernand Nisol, werden in 2004 gerestaureerd door leerlingen van het Provinciaal Instituut van Eeklo.

## Historiek
De huidige kapel staat op de plaats van een calvarieberg met een ingegraven heiliggraftafereel en een kruisbeeld. Een eerste Heilig Graf in een calvarieberg stond hier in 1775 en werd in 1780 verplaatst voor de bouw van een molen. In 1794, tijdens het bewind van de Franse revolutionairen, verdwenen het Heilig Graf en het kruis. Een nieuw Heilig Graf werd in 1808-09 opgebouwd en de calvarieberg werd afgegraven in 1898 bij de sloop van de molen. Pastoor-deken Camillus Hulpiau (1896-1910) nam het initiatief om de huidige kapel te bouwen.
Prominent aanwezig in de kapel is de polychrome beeldengroep van de graflegging door Matthias Zens. Een calvarieberg met een kruisbeeld en Maria en Johannes op een rots, komt van de vroegere calvarieberg.

## Galerij

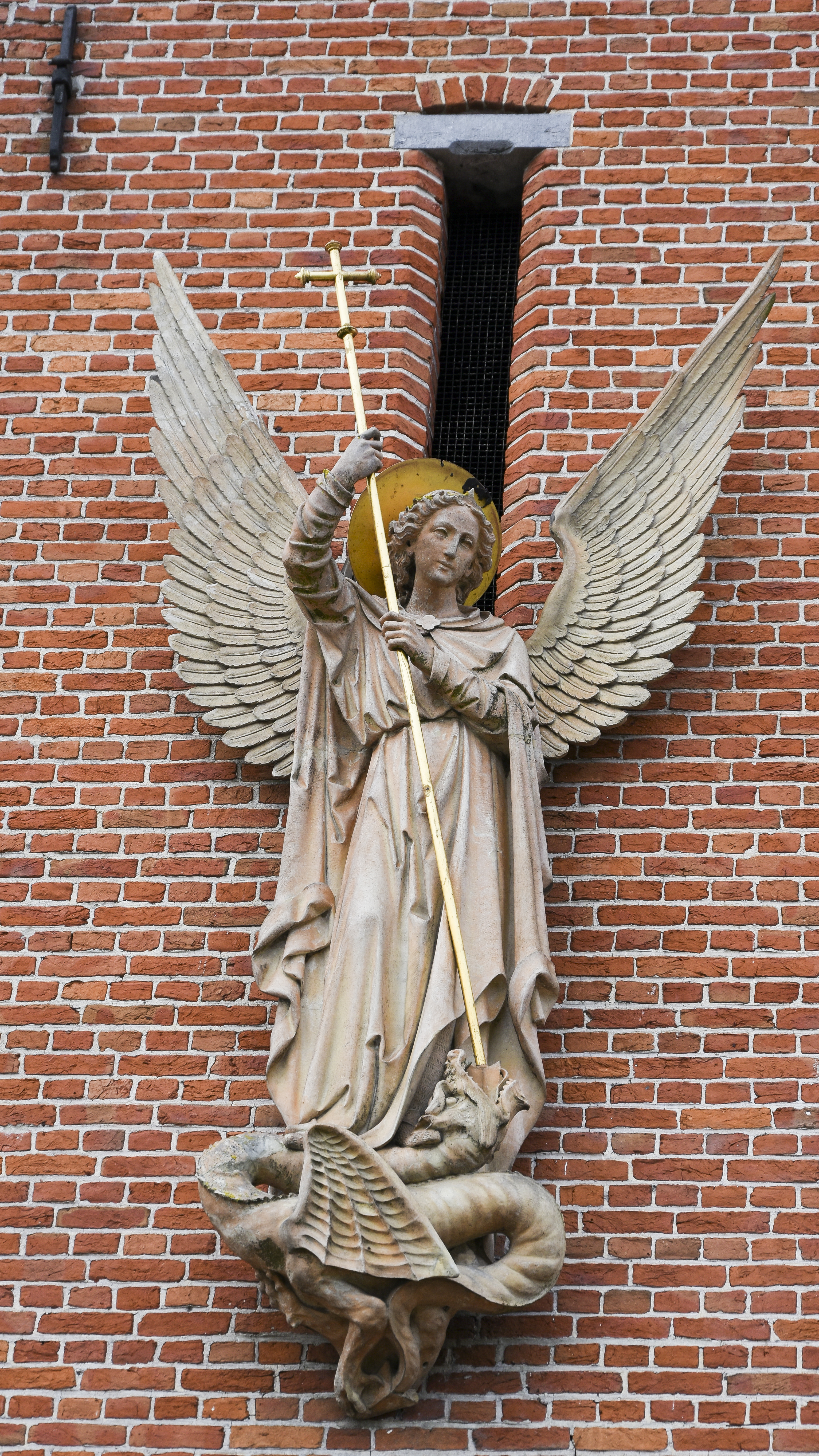
Aartsengel Michaël
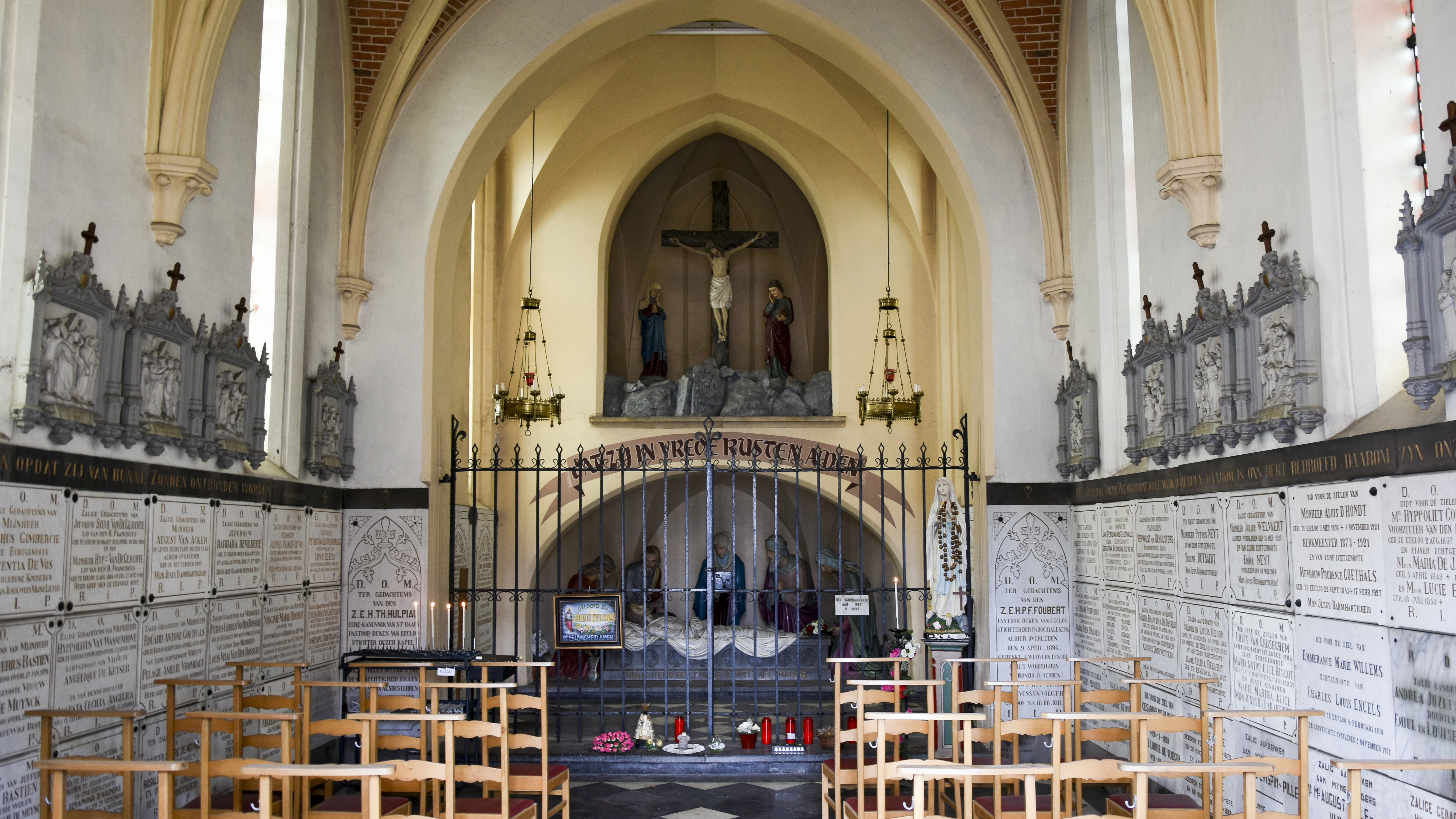
Interieur
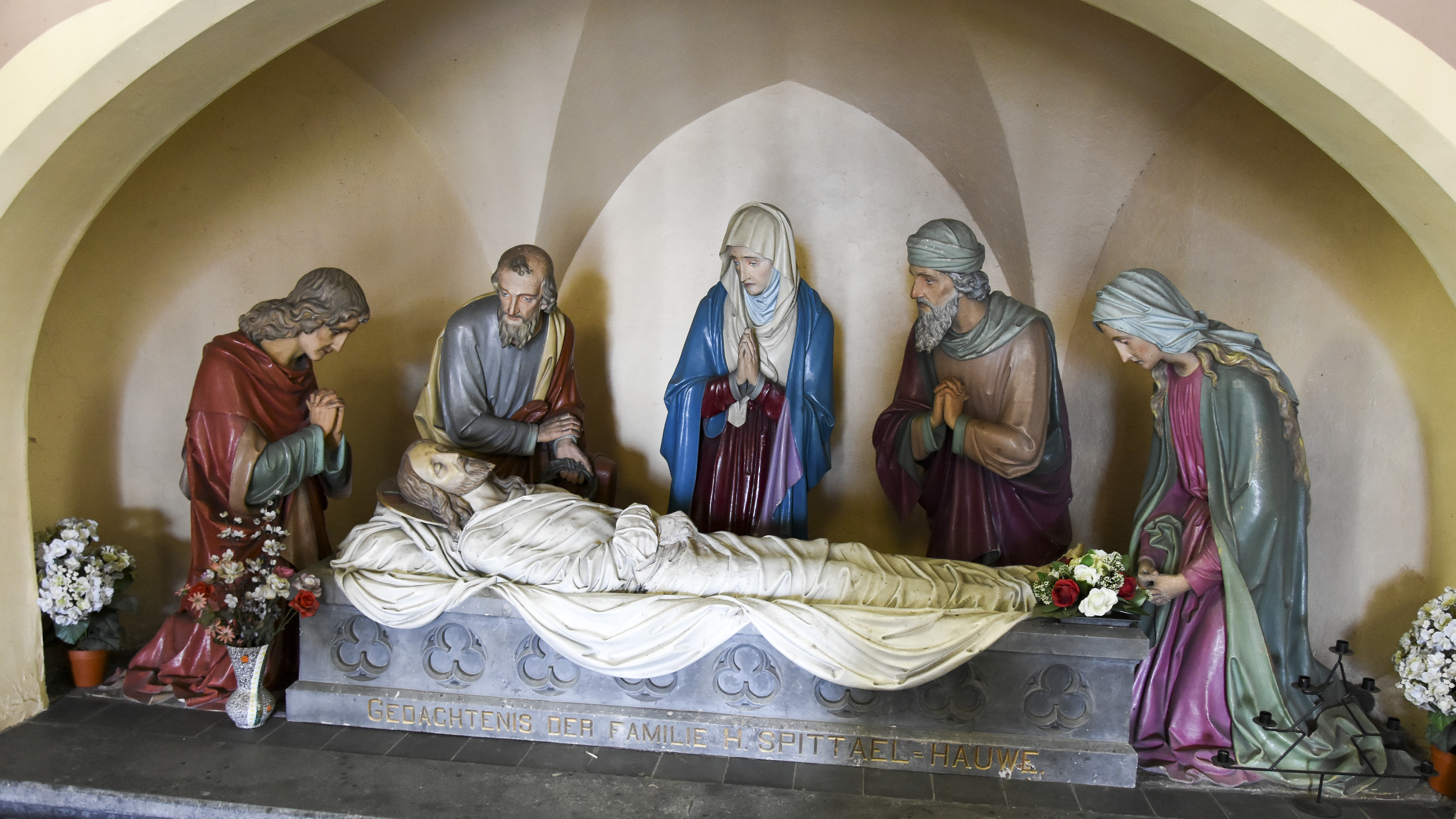
De graflegging

## Bron
- Infofiche van Onroerend Erfgoed België